# 강성원 (1948년)
강성원(姜成源, 1948년 4월 20일 ~ 2010년 6월 7일, 경상남도 의령군 유곡면 당동리)은 대한민국의 제5대 경상남도 의령군의원이었다.

## 학력
- 유곡공립국민학교 졸업

## 경력
- 의령군 보건소 3년 근무
- 의령군 농지개량조합(현, 한국농촌공사)·의령 궁류출장소장 12년 근무 포함 27년 근무
- 경남생활체육회 육상 도연합회 회장
- 경남생활체육회 육상 도연합회 고문
- 의령군 체육회 육상협회 회장
- 의령군 체육회 이사
- 경남 육상연맹 동우회 창설 초대회장
- 유곡의령향우회 회장
- 한국농촌공사 경남지역본부 의령지사
- 2008.10 ~ 2010.06 제5대 경상남도 의령군의회 의원
- 2008.10 ~ 2010.06 제5대 경상남도 의령군의회 후반기 자치행정위원회 위원
- 2008.10 ~ 2010.06 제5대 경상남도 의령군의회 후반기 예산결산특별위원회 위원장

## 역대 선거 결과
|  | 29.20% |

|  | 45.45% |